# Dendronephthya involuta
Dendronephthya involuta är en korallart som beskrevs av Kükenthal 1895. Dendronephthya involuta ingår i släktet Dendronephthya och familjen Nephtheidae. Inga underarter finns listade i Catalogue of Life.